# Дом Сфаэло (Таганрог)
Дом Сфаэло — здание по улице Петровской, 67 в городе Таганроге Ростовской области, которое было построено во второй половине XIX века.

## История

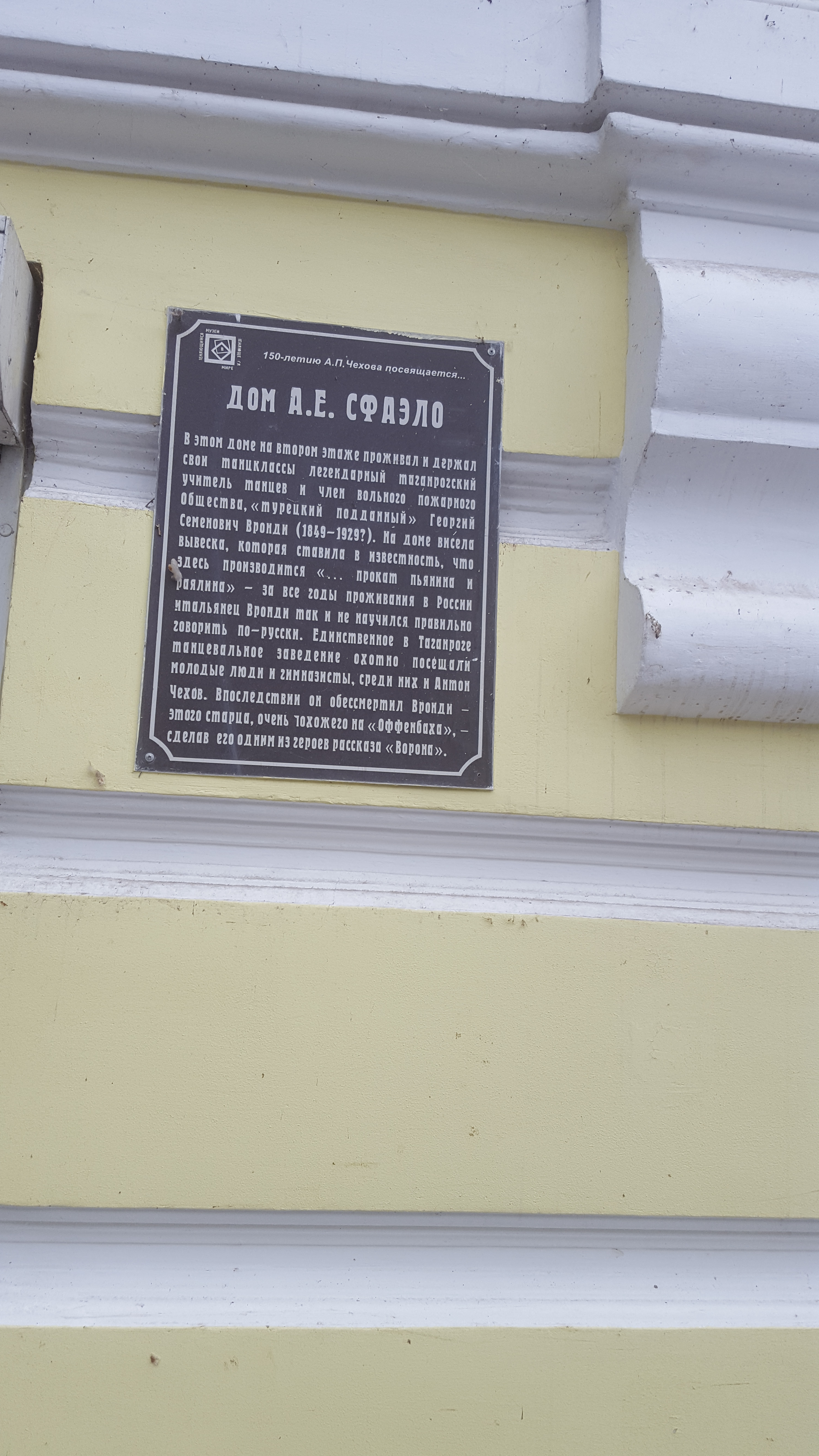
Мемориальная доска на стене дома Сфаэло

Во второй половине XIX века в городе Таганроге по улице Петровской, 67 появился дом, который был построен по чертежам, сделанным в 1862 году. Первой владелицей этой недвижимости была женщина по фамилии Третьякова.
С 1873 по 1880 год дом принадлежал купцу I гильдии Антону Евстафьевичу Сфаэло. Он родился в купеческой семье. Его родителями были Евстафий Антонович и Фотина Константиновна. Помимо Антона, в семье было еще несколько детей — Николай, Анна и Константин. В 1886 году Антон Евстафьевич обвенчался с Аглаей Дионисовной Даллапорте. У них родилось несколько детей: Евстафия, Иван, Константин, Мария, Дионисий, Андрей, Николай. Есть предположения, что Иван Антонович мог быть двоюродным братом Дмитрия Минаевича Синоди-Попова, семья которого владела домом по улице Греческой, 84.
С 1890 по 1906 год дом был в собственности жены греческо-подданного Аглаис Сфаэло, а в 1915 году принадлежал уже почётному гражданину Николаю Ивановичу Бардашеву. Он также владел другой недвижимостью в Таганроге — домами по улице Петровской, 11 и улице Чеховской, 88.
На верхнем этаже дома жил (по другим данным — учил танцам) танцмейстер Джорджинио Вронди. У него занималась городская молодежь и гимнасты. В Таганроге итальянец был вначале известен под творческим псевдонимом — Жержети. В Таганрог Вронди приехал в составе итальянской оперы, в своей карьере проделал путь — от реквизитора сцены до балетмейстера. В итоге от открыл собственные танцевальные классы и среди его учеников был писатель Антон Павлович Чехов. Вронди женился на русской девушке и поменял имя — на Егора Семёновича. На добровольных началах он был занят в городской пожарной дружине. Женат Вронди был дважды. До революции на доме по улице Петровской, 67 висела надпись «прокат пьянина и раялина», которая не сохранилась. Также на первом этаже этого дома работал массажист Н. А. Ровинский и специалист по кабинетной фотографии В. Витченко. В XXI веке дом занимает магазин «Глобал Электроникс».